# NGC 2359
NGC 2359（也稱為雷神的頭盔）是位於大犬座的一個發射星雲。 這個星雲的距離大約是3,670秒差距（11,960光年），大小約30光年。在中心的是沃尔夫-拉叶星WR7，在演化成為超新星之前的一個短暫酷熱巨星階段。它在性質上類似泡泡星雲，但與附近分子雲的交互作用被認為對雷神的頭盔弓形激波結構和更複雜的形狀有所貢獻。
它也被登錄為Sh2-298和Gum 4。
星雲整體呈現氣泡狀，但有複雜的絲狀結構。這個星雲含數百顆太陽質量的電離物質，還有更多、數千太陽質量的未電離氣體。大量的星際物質事由來自中心恆星的恆星風掃過，這些富含有些來自恆星核融合的產物，有可能是直接來自恆星的星際物質。星雲不同部分的膨脹速率從10Km/s至30Km/s變化著，導致年齡的估計從78,500〜236,000年之間。在無線電和X射線波段對星雲的研究，目前還不清楚在O型主序星發展的階段，是顆紅超巨星、高光度藍變星還是沃夫-瑞葉星。

## 圖集

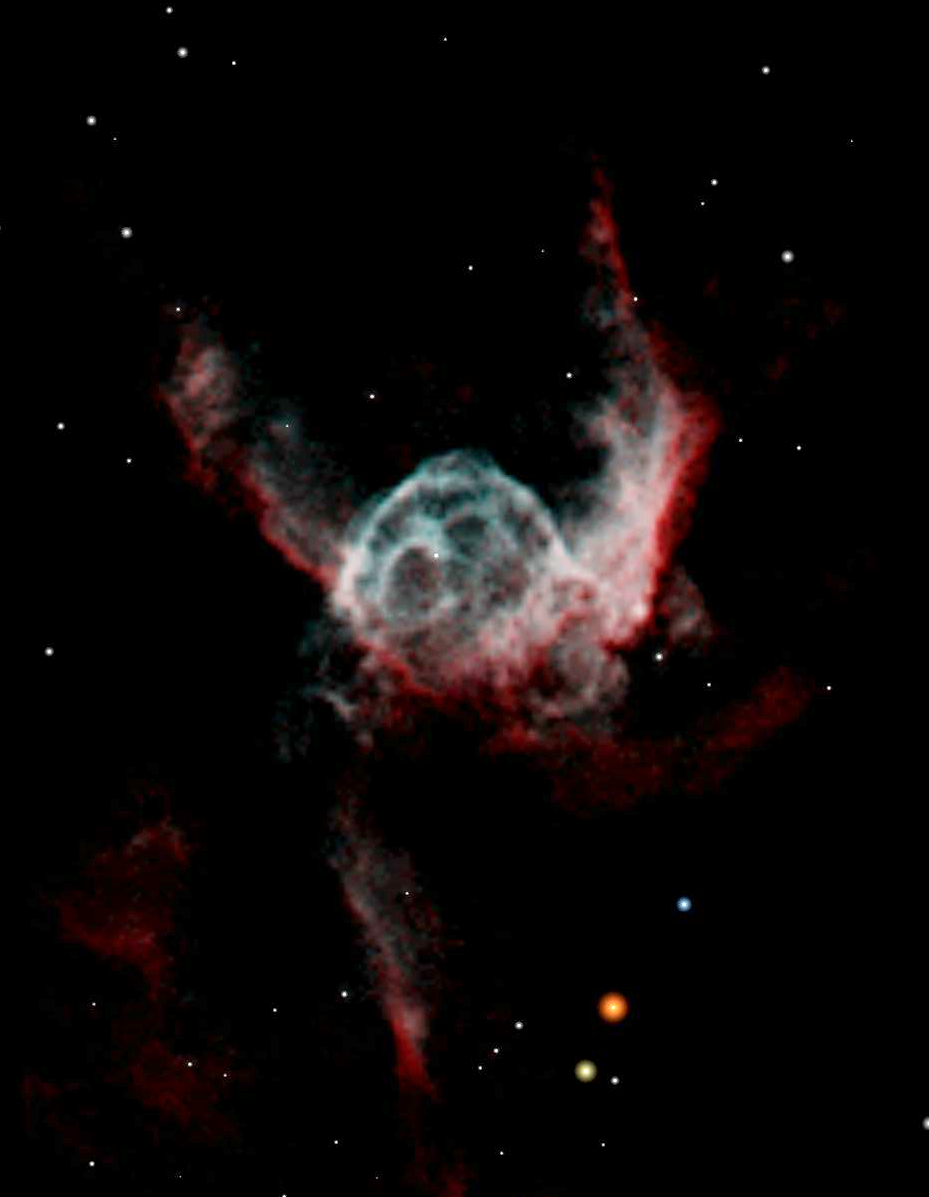
雷神的頭盔 - NGC 2359
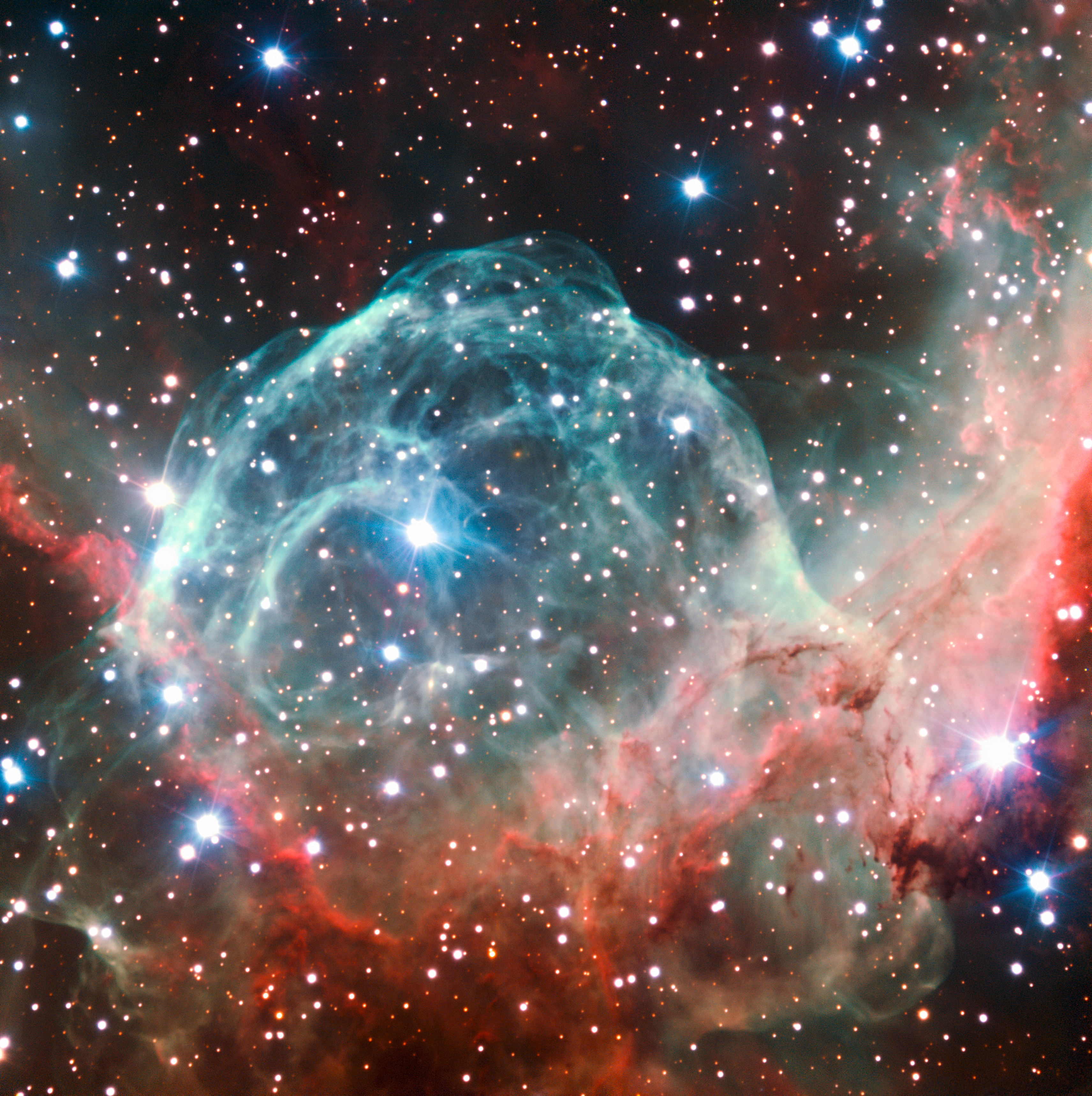
ESO拍攝的雷神的頭盔 by ESO
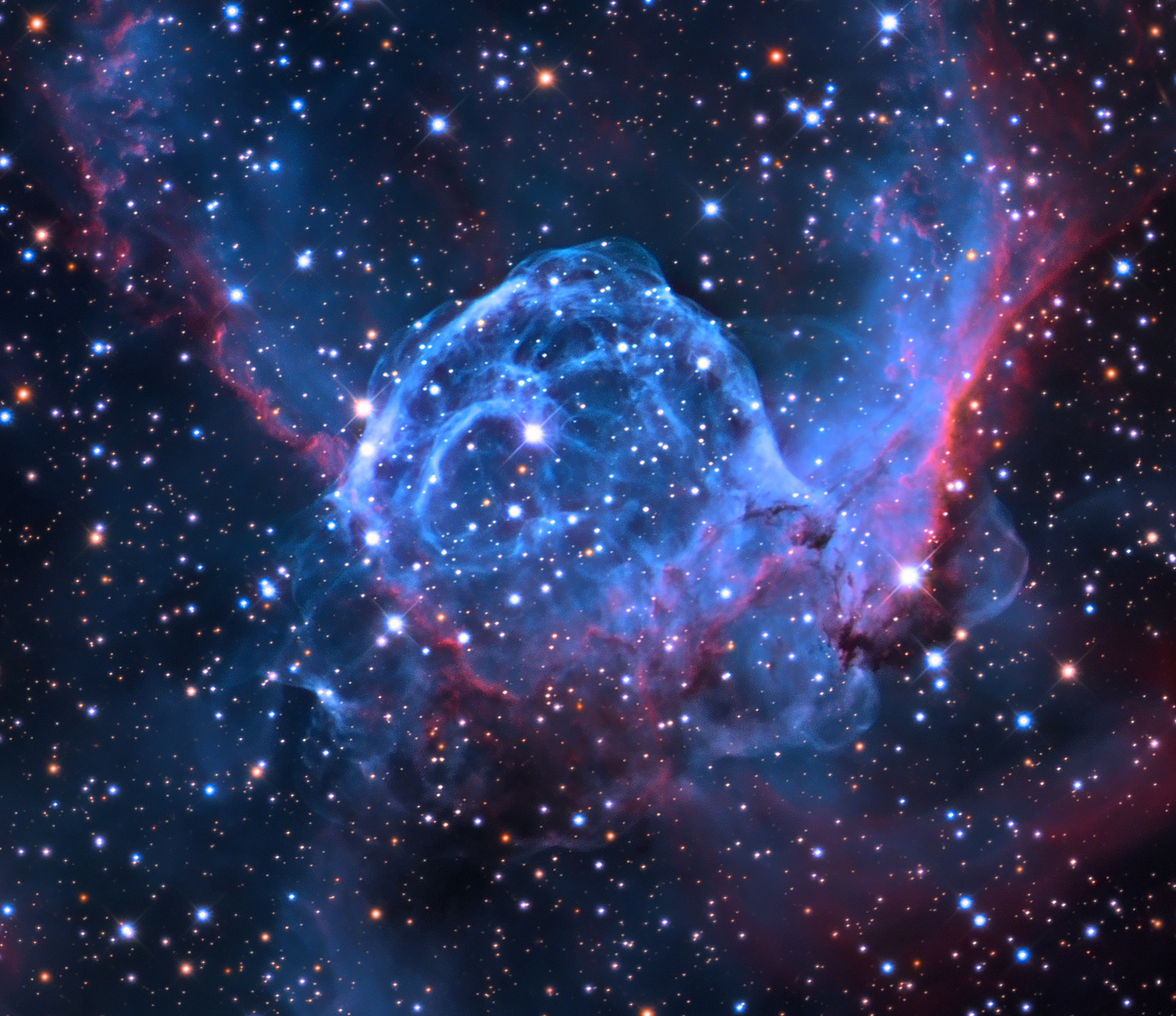
雷神的頭盔， NGC 2359（核）

## 外部連結
- Astronomy Picture of the Day - Search for NGC 2359（页面存档备份，存于）
- astrosurf.com（页面存档备份，存于）
- Kopernik image（页面存档备份，存于）
- WikiSky上关于NGC 2359的内容：DSS2, SDSS, GALEX, IRAS, 氢α, X射线, 天文照片, 天图, 文章和图片
- Encyclopedia article（页面存档备份，存于）
- ESO celebrates its 50th anniversary（页面存档备份，存于）
- Thor's Helmet at Constellation Guide（页面存档备份，存于）